# Дикман, Август
Август Дикман (нем. August Dieckmann; 29 мая 1912, Каденберге — 10 октября 1943, Днепр) — немецкий офицер войск СС во время Второй мировой войны, кавалер Рыцарского креста с Дубовыми листьями и Мечами.

## Начало военной карьеры
В 1934 году поступил на службу в войска СС. С 1936 — унтерштурмфюрер (лейтенант).

## Вторая мировая война
В сентябре 1939 года — командир роты в полку СС «Дойчланд» (SS-Regiment Deutschland), в звании гауптштурмфюрера (капитан). Участвовал в Польской кампании, награждён Железным крестом 2-й степени.
За участие во Французской кампании — награждён Железным крестом 1-й степени.
С 22 июня 1941 года — участвовал в войне Германии против СССР, командир 1-го батальона полка СС «Германия» (SS-Regiment Germania) дивизии СС «Викинг», в звании штурмбаннфюрера (майор). В августе 1941 — в боях на Украине ранен, остался в строю.
В феврале 1942 года — за бои на реке Миус награждён Золотым немецким крестом, в апреле 1942 — награждён Рыцарским крестом.
В апреле 1943 года — за бои в районе Харькова награждён Дубовыми листьями (№ 233) к Рыцарскому кресту (командир полка «Вестланд», оберштурмбаннфюрер (подполковник)).
В сентябре 1943 года — в боях на Днепре получил осколочное ранение в голову, остался в строю.
10 октября 1943 года — погиб в бою, в этот же день был награждён Мечами (№ 39) к Рыцарскому кресту с Дубовыми листьями и произведён в звание штандартенфюрера (полковник).

## Награды
- Железный крест 2-го и 1-го класса (1939)
- Нагрудный штурмовой пехотный знак в серебре
- Нагрудный знак «За ближний бой» в бронзе
- Знак за ранение чёрный
- Немецкий крест в золоте (22 февраля 1942)
- Рыцарский крест железного креста с Дубовыми Листьями и Мечами
  - Рыцарский крест (24 апреля 1942)
  - Дубовые листья (№ 233) (16 апреля 1943)
  - Мечи (№ 39) (10 октября 1943) посмертно